# Hamburger Religions-Revers
Der Hamburger Religions-Revers, auch Hamburgischer Religions-Eid, war eine eidliche Verpflichtungserklärung, die das lutherische Geistliche Ministerium, die Vertretung der Pfarrerschaft der Freien Stadt Hamburg, am 14. März 1690 beschloss. Er sollte für alle Pastoren der Hamburgischen Kirche verpflichtend werden. Hintergrund war die kämpferische Abwehrhaltung der lutherischen Orthodoxie gegen den Pietismus. Der Revers löste eine überregionale theologische Kontroverse aus. Er wurde vom Stadtrat in Ausübung des landesherrlichen Kirchenregiments abgelehnt und erlangte keine Rechtsgeltung.

## Entstehung
In der Hamburger Pfarrerschaft bildeten die Vertreter der lutherischen Orthodoxie die ganz überwiegende Mehrheit. Sie lehnten den Pietismus ab, weil er ihrer Meinung nach durch Hausversammlungen und die dort blühende enthusiastische Privatfrömmigkeit Lehre und Gottesdienst der Kirche auflöse. Nach verschiedenen zum Teil öffentlich ausgetragenen Streitigkeiten beschloss Samuel Schultze (1635–1699), seit 1683 Hauptpastor an St. Petri und seit 1688 Senior des Geistlichen Ministeriums, das Übel mit der Wurzel auszurotten. Er legte dem Ministerium bei dessen Zusammenkunft am 14. März 1690 einen Textentwurf vor, dessen Verfasser wohl Johann Friedrich Mayer, Hauptpastor an St. Jacobi war. Die Formel wurde verhandelt und schließlich von 24 der 27 Mitglieder des Ministeriums unterzeichnet. Nur Johann Heinrich Horb, Hauptpastor an St. Nikolai, Abraham Hinckelmann, Hauptpastor an St. Katharinen, und Johann Winckler, Hauptpastor an St. Michaelis, verweigerten die Unterschrift; letzterer hatte zunächst unter Vorbehalt unterschrieben, zog seine Unterschrift aber wenige Tage später zurück. 
Der Revers kennzeichnet die abzulehnenden Strömungen nur mit Schlagwörtern: „Antiscripturarii“, Verächter der Heiligen Schrift, die das innere Licht des Heiligen Geistes über das geschriebene Wort der Bibel stellen, Neuerer, die den althergebrachten „Kirchen-Ceremonien“ ablehnend gegenüberstehen, und vor allem Chiliasten aller Art, um die sich gerade damals Kontroversen entzündeten. Der einzige Name, der genannt wird, ist Jakob Böhme.

## Wortlaut
„NAchdem leider! GOttes ein und ander Navator in unsere Gemeine geschlichen / neue fanatische Opiniones disseminirt, und daher unser Ministerium, bey denen so draussen sind / verlästert wird / zudem leicht dahin gerathen möchte / daß wir uns selbst untereinander der Lehre halber verdächtig halten; Als bekennen wir hiemit einmüthig / durch unsers Namens eigenhändige Unterschrifft / daß wir nicht allein / vermöge unsers für dem Altar geleisteten Eydes / uns nebenst der Heiligen Schrifft zu unsern libris Symbolicis halten / und von denselben in keinerley Weise abgehen / noch auf irgend einer Art zu wiederlehren / sondern auch die einige Zeithero bekandt gewordene Pseudophilosophos, Antiscripturarios, laxiores Theologos, und andere fanaticos, namentlich Jacob Böhmen, auch Chiliasmum tam subtiliorem quam crassiorem verwerffen / ihre Anhänger für keine Brüder erkennen / sie nicht entschuldigen / ihnen weder selbst / noch durch andere einen Fürschub thun / ja vielmehr diesen Irrthümern bey gegebener Gelegenheit / offentlich wiedersprechen / und andere dafür warnen wollen. Damit wir uns auch ferner alles fremden Verdachts entledigen / ist unsere beständige Meynung / alle Kirchen=Ceremonien / wie wir sie von unsern gottseligen Vorfahren überkommen / und bißhero im Gange erhalten / getreulich fort zu pflantzen / und dagegen alle Neuerung / sie habe Nahmen wie sie wolle / ob sie gleich das Ansehen gewinne der Verbesserung des Christenthums / so lange unsere Kirche nicht ein anders veranlasset / eifferigst zu verhüten und also den Kirchen=Frieden zu befördern und zu erhalten. Diß versprechen wir / so wahr uns GOTT helffen soll / in der letzten Todes=Stunde.“

## Kontroverse
Das Geistliche Ministerium erbat zur Untermauerung des Revers Gutachten bei den theologischen Fakultäten von Kiel, Wittenberg, Greifswald und Leipzig. Bis auf Leipzig unterstützten alle den Text. Aber der Rat der Stadt Hamburg wies den Revers am 9. Mai 1690 zurück, verweigerte die Inkraftsetzung und verbot auch den Druck der Gutachten. Die Gegner des Revers im Geistlichen Ministerium erbaten ihrerseits Gutachten bei den Theologen Bartholomäus Meyer, Nikolaus Alard und Johann Fischer sowie bei den Juristen Samuel Stryk und – vermutlich – Ahasverus Fritsch, vor allem aber bei dem führenden Kopf des deutschen Pietismus Philipp Jacob Spener. Dieser hatte gute Beziehungen nach Hamburg und war über den Vorgang von Anfang an informiert. Er verfasste sein Gutachten unter dem Titel Erfordertes Theologisches Bedencken, über den Von Einigen des E. Hamburgischen Ministerii publicirten Neuen Religions-Eid, datiert auf den 18. August 1690 und kurz darauf ohne sein Wissen gedruckt. Er verneint darin das Recht einer Partikularkirche und die Zuständigkeit des Geistlichen Ministeriums für eine Lehrvorschrift dieser Tragweite. In der folgenden publizistischen Auseinandersetzung, die sich bis 1696 hinzog, war Johann Friedrich Mayer der Wortführer der orthodoxen Seite. Er verfasste die Abgenöthigte Schutz-Schrifft / Worinnen Wider die harte und ungegründete Beschuldigungen Herrn D. Philipp Speners / &c.&c. Ihren Revers und Religions=Eyfer verthäidiget Das Ministerium in Hamburg. Spener formulierte seine Position in der Kontroverse grundsätzlich in der Schrift Die Freyheit Der Gläubigen / Von dem Ansehen der Menschen In Glaubens=Sachen / In gründlicher Beantwortung der so genanndten Abgenöthigten Schutz=Schrifft / Welche im Namen Deß Evangelischen Hamburgischen Ministerii Von Herrn D. Johann Friederich Meyern / Außgefertiget worden.